# Полчино (Поморське воєводство)
Полчино (пол. Połczyno, нім. Polzin) — село в Польщі, у гміні Пуцьк Пуцького повіту Поморського воєводства. Населення — 1190 осіб (2011).
У 1975-1998 роках село належало до Гданського воєводства.

## Демографія
Демографічна структура станом на 31 березня 2011 року:
|          | Загалом | Допрацездатний вік | Працездатний вік | Постпрацездатний вік |
| -------- | ------- | ------------------ | ---------------- | -------------------- |
| Чоловіки | 605     | 158                | 400              | 47                   |
| Жінки    | 585     | 142                | 351              | 92                   |
| Разом    | 1190    | 300                | 751              | 139                  |